# Nバス
Nバス（エヌバス）は、沖縄県南城市が運営するコミュニティバスである。

## 概要
Nバスの運行が開始される以前は、路線バス各社の営業所・出張所や駐車場が市内各地に点在しており、そこから主に那覇市方面への路線を運行していた。そのため、南城市内を公共交通機関で移動するのは不便であった。
そこで、その利便性を向上させるために、南城市地域公共交通再編実施計画の一環としてコミュニティバス「Nバス」の運行を開始し、既存の路線バス網も再編することとなった。
平日の日中や土曜・休日は、南城市役所を発着点として6つのルートを運行している他、平日の朝夕には通勤や通学用の特別ルートも運行している。
なお、運行業務は沖縄バスに委託している。
愛称の「Nバス」は、南城市の英語表記（Nanjo City）の頭文字が由来である。

## 沿革
- 2019年10月1日 運行開始。既存路線バスも大幅な再編が行われる。
- 2019年11月1日 運行時刻を変更し、土曜・休日ダイヤを新設。
- 2020年6月1日 1日乗車券の販売を開始[3]。
- 2021年10月20日 ICカード「OKICA」を導入[4]。
- 2022年2月21日 乗車券・1日乗車券の電子チケットを販売開始。クレジットカード決済による事前購入が可能となる[5]。
- 2022年3月7日 アニメ「白い砂のアクアトープ」とコラボした1日乗車券の販売を開始[6]。
- 2022年4月1日 一部路線の運行時刻・本数や経路等を変更[7]。
- 2023年4月1日 一部路線の運行時刻と経路を変更[8]。

## 路線
系統色は、路線マップや時刻表等での案内に使用されている。

### 現行路線
| 系統 | 路線                                            | 主な経由地 （括弧内の停留所は一部の便は通過） | 1日あたりの運行本数  | 1日あたりの運行本数  |
| 系統 | 路線                                            | 主な経由地 （括弧内の停留所は一部の便は通過） | 平日                 | 土曜・休日           |
| ---- | ----------------------------------------------- | --- | -------------------- | -------------------- |
| A1   | 佐敷・知念・百名線                              | 南城市役所 → （沖縄メディカル病院） → 馬天 → 佐敷 → （安座真港） → 斎場御嶽入口 → 知念 → 志喜屋 → （新原ビーチ） → 百名 → 親慶原 → 南城市役所                                | 11本 （うち急行4本） | 10本 （うち急行2本） |
| A2   | 百名・知念・佐敷線                              | 南城市役所 → 親慶原 → 百名 → （新原ビーチ） → 志喜屋 → 知念 → 斎場御嶽入口 → （安座真港） → 佐敷 → 馬天 → （沖縄メディカル病院） → 南城市役所                                | 11本 （うち急行3本） | 10本 （うち急行2本） |
| B1   | 佐敷・ニライカナイ橋・つきしろ線                | 南城市役所 → （沖縄メディカル病院） → 馬天 → 佐敷 → （安座真港） → 斎場御嶽入口 → ニライカナイ橋 → 沖縄刑務所前 →つきしろの街 → 親慶原 → 南城市役所                          | 9本 （うち急行3本）  | 10本 （うち急行3本） |
| B1   | 佐敷・ニライカナイ橋・つきしろ線 （つきしろ発） | 東つきしろ → 親慶原 → 沖縄メディカル病院 → 馬天 → 佐敷 → 安座真港 → 斎場御嶽入口 → ニライカナイ橋 → 沖縄刑務所前 →つきしろの街 → 親慶原 → 南城市役所                         | 1本                  | 運休                 |
| B2   | つきしろ・ニライカナイ橋・佐敷線                | 南城市役所 → 親慶原 → つきしろの街 → 沖縄刑務所前 →ニライカナイ橋 → 斎場御嶽入口 → （安座真港） → 佐敷 → 馬天 → （沖縄メディカル病院） → 南城市役所                          | 10本 （うち急行2本） | 10本 （うち急行2本） |
| B3   | つきしろ線                                      | 南城市役所 → 親慶原 → つきしろの街 → 親慶原 → 南城市役所 | 2本                  | 運休                 |
| C1   | 玉城・大里線                                    | 南城市役所 → 親慶原入口 → 糸数 → 富里 → 奥武島 → 向陽高校前 → 玉泉洞前 → 船越 → 湧稲国入口 → 大里中学校前 → 大里北小学校前 → 大里第二団地前 → 大城 → 親慶原入口 → 南城市役所 | 9本                  | 8本                  |
| C2   | 大里・玉城線                                    | 南城市役所 → 親慶原入口 → 大城 → 大里第二団地前 → 大里北小学校前 → 大里中学校前 → 湧稲国入口 → 船越 → 玉泉洞前 → 向陽高校前 → 奥武島 → 富里 → 糸数 → 親慶原入口 → 南城市役所 | 7本                  | 7本                  |
| D1   | 玉城東回り線                                    | 南城市役所 → 親慶原 → 百名 → 富里 → 奥武島 → 富里 → 玉城小学校前 → （玉城こども園） → 親慶原入口 → 南城市役所                                                                | 2本                  | 運休                 |
| D2   | 玉城東回り線 （向陽高校経由）                   | 南城市役所 → 親慶原入口 → 玉城小学校前 → 前川ムラヤー前 → 玉泉洞前 → 向陽高校前 → 奥武島 → 富里 → 百名 → 親慶原 → 南城市役所                                                 | 4本                  | 運休                 |
| F1   | 玉城西回り線                                    | 南城市役所 → 親慶原入口 → 糸数 → 前川ムラヤー前 → 前川 → 湧稲国 → 船越 → 玉城小学校前 → 糸数 → 親慶原入口 → 南城市役所                                                       | 1本                  | 運休                 |
| F2   | 玉城西回り線 （玉城こども園経由）               | 喜良原 → 糸数 → 前川ムラヤー前 → 前川 → 湧稲国 → 船越 → 玉城小学校前 → 玉城こども園 → 糸数 → 親慶原入口 → 南城市役所                                                         | 1本                  | 運休                 |
| F3   | 玉城一周線 （玉泉洞経由）                       | 南城市役所 → 親慶原入口 → 玉城こども園 → 糸数 → 船越 → 湧稲国 → 玉泉洞前 → 向陽高校前 → 奥武島 → 富里 → 百名 → 親慶原 → 南城市役所                                           | 1本                  | 運休                 |
| G    | 向陽高校線 （大里経由）                         | 南城市役所 → 第二大城 → 大里第二団地前 → 大里北小学校前 → 仲程 → 稲嶺十字路 → 湧稲国入口 → 船越 → 前川ムラヤー前 → 玉泉洞前 → 向陽高校前                                     | 1本                  | 運休                 |

### 2019年10月1日 - 2022年3月31日の路線
| 系統 | 路線                                  | 主な経由地 （括弧内の停留所は一部の便は通過） | 1日あたりの運行本数 | 1日あたりの運行本数 |
| 系統 | 路線                                  | 主な経由地 （括弧内の停留所は一部の便は通過） | 平日                | 土曜・休日          |
| ---- | ------------------------------------- | --- | ------------------- | ------------------- |
| A1   | 知念・佐敷一周線 （右回り）           | 南城市役所 → 沖縄メディカル病院 → 馬天 → 佐敷 → 安座真港 → 斎場御嶽入口 → 知念 → 志喜屋 → 新原ビーチ → 百名 → 親慶原 → 南城市役所                                                   | 10本                | 10本                |
| A2   | 知念・佐敷一周線 （左回り）           | 南城市役所 → 親慶原 → 百名 → 新原ビーチ → 志喜屋 → 知念 → 斎場御嶽入口 → 安座真港 → 佐敷 → 馬天 → 沖縄メディカル病院 → 南城市役所                                                   | 11本                | 11本                |
| A3   | 知念・佐敷一周線 （つきしろ始発）     | 東つきしろ → 親慶原 → 沖縄メディカル病院 → 馬天 → 佐敷 → 安座真港 → 斎場御嶽入口 → 知念 → 志喜屋 → 新原ビーチ → 百名 → 親慶原 → 南城市役所                                          | 1本                 | 運休                |
| B1   | ニライカナイ橋・つきしろ線 （右回り） | 南城市役所 → 沖縄メディカル病院 → 馬天 → 佐敷 → （安座真港） → 斎場御嶽入口 → ニライカナイ橋 → つきしろの街 → 親慶原 → 南城市役所                                                   | 7本                 | 7本                 |
| B2   | ニライカナイ橋・つきしろ線 （左回り） | 南城市役所 → 親慶原 → つきしろの街 → ニライカナイ橋 → 斎場御嶽入口 → 安座真港 → 佐敷 → 馬天 → 沖縄メディカル病院 → 南城市役所                                                       | 6本                 | 6本                 |
| C1   | 玉城・大里一周線 （右回り）           | 南城市役所 → 親慶原入口 → 糸数 → 富里 → 奥武島 → 堀川 → 玉泉洞前 → 船越 → 湧稲国入口 → 稲嶺十字路 → 大里中学校前 → 大里北小学校前 → 大里第二団地前 → 大城 → 親慶原入口 → 南城市役所 | 10本                | 10本                |
| C2   | 玉城・大里一周線 （左回り）           | 南城市役所 → 親慶原入口 → 大城 → 大里第二団地前 → 大里北小学校前 → 大里中学校前 → 稲嶺十字路 → 湧稲国入口 → 船越 → 玉泉洞前 → 堀川 → 奥武島 → 富里 → 糸数 → 親慶原入口 → 南城市役所 | 8本                 | 8本                 |
| D1   | 玉城東回り線                          | 南城市役所 → 親慶原 → 百名 → 富里 → 奥武島 → 富里 → 玉城小学校前 → （玉城幼稚園） → 親慶原入口 → 南城市役所                                                                         | 3本                 | 運休                |
| D2   | 玉城東回り線 （向陽高校経由）         | 南城市役所 → 親慶原入口 → 玉城小学校前 → 前川ムラヤー前 → 玉泉洞前 → 向陽高校入口 → 奥武島 → 富里 → 百名 → 親慶原 → 南城市役所                                                      | 5本                 | 運休                |
| E    | 知念南回り線                          | 南城市役所 → 親慶原 → つきしろの街 → ニライカナイ橋 → 斎場御嶽入口 → 知念 → 志喜屋 → 百名 → 親慶原 → 南城市役所                                                                     | 1本                 | 1本                 |
| F1   | 玉城西回り線                          | 南城市役所 → 親慶原入口 → 糸数 → 前川ムラヤー前 → 前川 → 湧稲国 → 船越 → 玉城小学校前 → 糸数 → 親慶原入口 → 南城市役所                                                              | 1本                 | 1本                 |
| F2   | 玉城西回り線 （玉城幼稚園経由）       | 喜良原 → 糸数 → 前川ムラヤー前 → 前川 → 湧稲国 → 船越 → 玉城小学校前 → 玉城こども園 → 糸数城跡入口 → 親慶原入口 → 南城市役所                                                        | 1本                 | 運休                |
| F3   | 玉城一周線 （玉泉洞経由）             | 南城市役所 → 親慶原入口 → 玉城幼稚園 → 糸数 → 船越 → 湧稲国 → 玉泉洞前 → 堀川 → 奥武島 → 富里 → 百名 → 親慶原 → 南城市役所                                                          | 1本                 | 運休                |
| G    | 向陽高校線 （大里経由）               | 南城市役所 → 大里城址公園入口 → 大里北小学校前 → 仲程 → 稲嶺十字路 → 湧稲国入口 → 船越 → 前川ムラヤー前 → 玉泉洞前 → 向陽高校入口                                                   | 1本                 | 運休                |
| H    | 知念高校線 （大里経由）               | 南城市役所 → 馬天 → 知念高校前 → 嶺井入口 → 仲程 → 稲嶺十字路 → 湧稲国入口 → 船越 → 糸数 → 親慶原入口 → 南城市役所                                                                  | 1本                 | 運休                |

## 運賃
- 300円の均一運賃で、小学生は150円均一。未就学児は無料。
- 南城市民限定の回数券（10枚セット）が発売されている。大人は1600円（1回あたり160円）、小中学生・高校生は800円（1回あたり80円）。
- 1日乗車券が発売されている。大人700円、中高生500円、小学生350円。アニメ「白い砂のアクアトープ」とコラボした1日乗車券は、大人用のみ発売。1日乗車券は、指定した1日に限りNバスが乗り放題となる。一般の路線バスには使用できない。
- OKICA（ICカード）での運賃支払いが可能である。南城市民限定の特別デザインのNバスOKICAも発売されている。NバスOKICAは、Nバス以外の一般路線バスやゆいレール等にも使用可能である。南城市民がOKICAにより運賃を決済する場合、回数券の1回あたり運賃と同額で利用可能。
- 乗車券・1日乗車券の電子チケットを、クレジットカード決済で事前に購入することが可能である。
- 回数券・1日乗車券・アニメコラボ1日乗車券・NバスOKICAは、沖縄バス南城出張所で購入できる。また、回数券と通常の1日乗車券は、あざま共同売店やがんじゅう駅・南城でも購入できる。

## 車両
F1系統以外は、日野・ポンチョ7台と日野・レインボー1台、三菱ふそう・エアロミディ1台の計9台の専用車で運行される。
F1系統のみ、沖縄バスの一般路線に使用される三菱ふそう・エアロスターで運行される。
車両点検や故障の際は、沖縄バスの三菱ふそう・エアロミディで運行されることもある。

## 路線バスの再編
Nバスの運行開始に伴い、2019年10月1日に南城市内の既存路線バスの運行ルートや時刻等を大きく変更している。
- 36番・糸満〜新里線（沖縄バス）
  - 発着地を親慶原出張所から南城市役所へ変更。

- 37番・那覇新開線（東陽バス）
  - 南城市役所発着の便を新設し、Nバスとの乗り継ぎ利便性を向上。馬天営業所発着は一部のみとなる。

- 38番・志喜屋線（東陽バス）
  - 大きく減便し、朝の那覇行きと夕の志喜屋行きのみとなる。日中の減便された区間はNバスと338番（後述）がカバーしている。

- 39番・百名線→南城線（沖縄バス）
  - 発着地を新原ビーチまたは親慶原出張所から南城市役所へ変更。
  - 休暇センター経由を廃止。
  - 路線名を「百名線」から「南城線」へ変更。
  - 2022年4月18日からは、豊見城営業所発着の便も運行されている。

- 40番・大里線（沖縄バス）
  - 親慶原出張所を発着していた便を南城市役所発着へと変更し増便、大城を発着していた便を減便。
  - 大里第二団地経由を廃止し、全便が大里グリーンタウン経由となる。
  - 2020年4月1日には、それまで大城発着であった便もすべて南城市役所発着へと変更されている。

- 41番・つきしろの街線（沖縄バス）
  - 大きく減便し、朝の那覇行きと夕の南城行きのみとなる。日中の減便された区間はNバスがカバーしている。
  - 発着地を親慶原出張所から南城市役所へ変更し、百名を経由するようになる。
  - 休暇センター経由を廃止。
  - 2022年3月31日をもって、利用者の減少に伴い廃止。廃止された区間はNバスがカバーしている。

- 49番・南風原線（沖縄バス）
  - 南城市内を経由しないが、混合ダイヤである39番や41番の路線再編に伴い廃止。

- 50番・百名（東風平）線（琉球バス交通）
  - 平日朝の那覇向け1便のみ、南城市役所発の便を新設。

- 51番・百名（船越）線（琉球バス交通）
  - 運行時刻・本数の変更のみ。

- 53番・志喜屋（船越）線（琉球バス交通）
  - 富里 - 奥武間と新原ビーチ入口 - 志喜屋間を廃止し、51番へ統合。廃止された区間はNバスがカバーしている。

- 54番・前川線（琉球バス交通）
  - 運行時刻の変更のみ。

- 83番・玉泉洞線（琉球バス交通）
  - 新城 - 玉泉洞間の経路を、具志頭・港川経由から新城売店前経由へ変更。
  - 那覇空港発着の便を新設。

- 109番・大里（真鏡名）線（沖縄バス）
  - 大城入口 - 真鏡名 - 仲程間を廃止し、40番や309番へ統合。廃止された区間はNバスがカバーしている。

- 309番・大里〜結の街線（沖縄バス）
  - 新路線の運行開始。40番を国立劇場おきなわ（結の街）まで延長した路線である。
  - 運行開始当初は大城発着の便もあったが、2020年4月1日からは全便が南城市役所発着となっている。
  - 2020年7月19日からはサンエーパルコシティ発着の便も運行されている。

- 338番・斎場御嶽線（東陽バス）
  - 38番が減便されたのに伴い、斎場御嶽への観光客の利便性を確保する為に運行を開始。38番の運行区間を那覇バスターミナル - 斎場御嶽入口間に短縮した路線である。

- 339番・南城〜結の街線（沖縄バス）
  - 新路線の運行を開始。39番を壺川経由で国立劇場おきなわ（結の街）まで延長した路線である。
  - 2020年7月19日からは平日朝の南城向け1便のみ、サンエーパルコシティシティ発着の便も運行を開始したが、2022年4月15日をもって運行を終了している。
  - 2022年4月18日からは、多くの便が開南経由へ変更され、壺川経由は一部のみとなる。

東陽バスの191番・城間線、琉球バス交通の81番・西崎・向陽高校線と82番・玉泉洞糸満線も南城市内を発着するが、南城市内の路線再編に伴う変更は行われていない。